# Німецька розетка і вилка (Schuko)

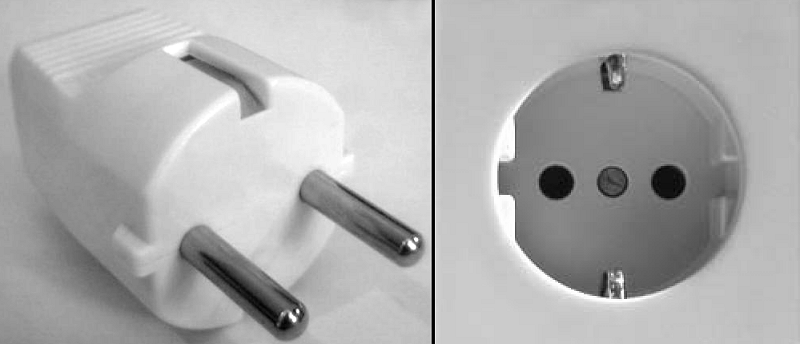
Вилка CEE 7/4 і розетка CEE 7/3

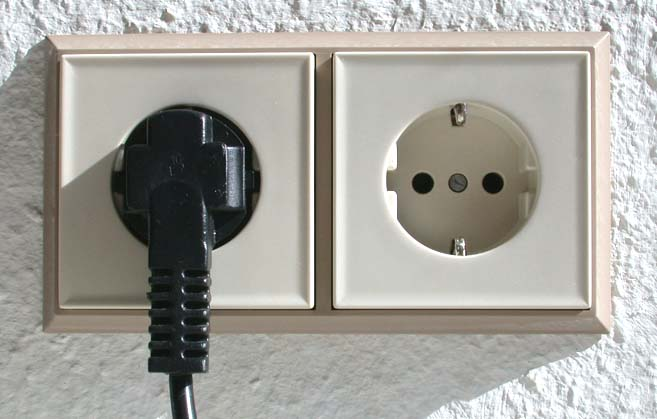
Подвійна розетка Schuko зі вставленою вилкою

Шуко (нім. SCHUKO акронім від Schutz-Kontakt дослівно: «захисний контакт») або Тип F ― система силових вилок і розеток для змінного струму, офіційно визначена в стандартах CEE 7/3 (розетка) і CEE 7/4 (вилка). Німецька назва вказує на те, що вилка і розетка забезпечені контактами захисного заземлення у вигляді скоб, а не штирів . Назва SCHUKO є зареєстрованою торговою маркою, що з 1930 року належала електроконцерну AEB, в 1950-х роках власність марки та торгових знаків перейшла до асоціації виробників SCHUKO-WZV. Роз'єми шуко призначені для використання у побутових електромережах напругою 230 В з номінальним значенням сили струму 16 А. 
Система Schuko з'явилася в Німеччині і започаткована патентом DE 489 003, виданого Альберту Бюттнеру (Albert Büttner) 1930 року, засновнику компанії «Bayerische Elektrozubehör GmbH» (сьогодні ABL SURSUM Bayerische Elektrozubehör GmbH & Co. KG) — баварського виробника електроприладів. Система використовується у понад 40 країнах, включно більшу частину континентальної Європи .
Вилку Schuko часто називають «євровилкою», а розетку під неї — «євророзеткою», ймовірно через те, що прилади імпортовані з Німеччини комплектувалися шнуром саме з вилкою шуко.

## Конструкція

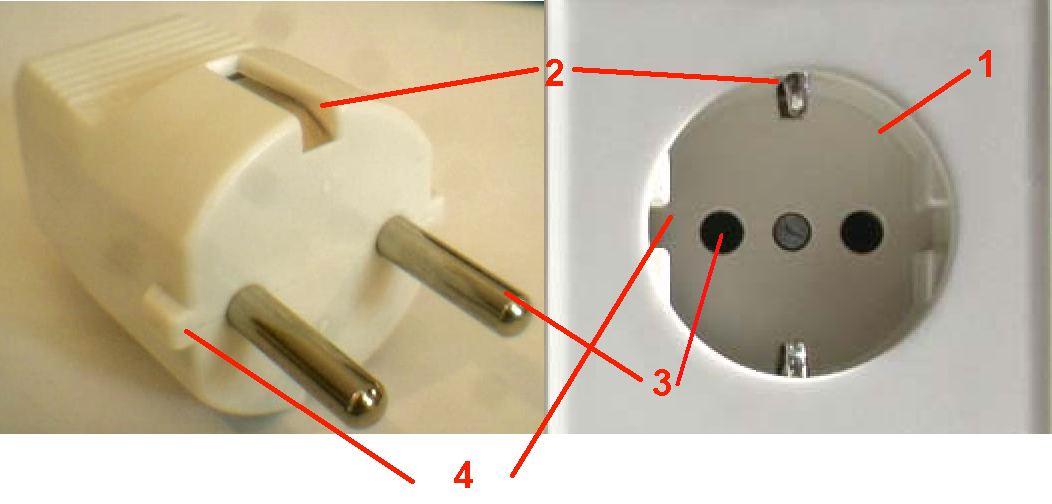
Вилка та розетка Schuko

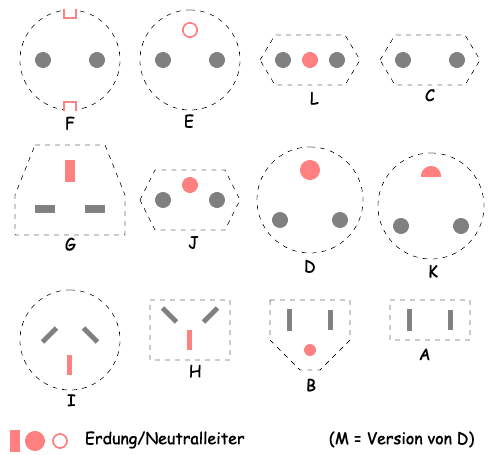
Варіанти електровилок у різних країнах світу

Вилка Schuko має два круглих штиря діаметром 4,8 мм (довжина 19 мм, відстань між центрами 19 мм) для фази і нейтралі та дві плоскі контактні скоби зверху і знизу вилки, для захисного заземлення. Розетки Schuko мають заглиблення, до якого вставляється вилка. Вилки і розетки Schuko неполяризовані, підключення фази і нуля не контролюється.
При вставці до розетки вилка Schuko закриває собою порожнину розетки 1 і першим ділом встановлює підключення захисного заземлення через заземлюючі скоби 2, перш ніж фазний і нейтральний штирі 3 увійдуть в контакт. Так виключається дотик до штирів вставленої до розетки вилки, а значить не потрібні ізолюючі рукави на штирях. Направляючі пази 4 потрібні для стійкості, вони дозволяють використовувати великі і важкі вилки (наприклад, із вбудованим трансформатором або таймером).

## Безпека

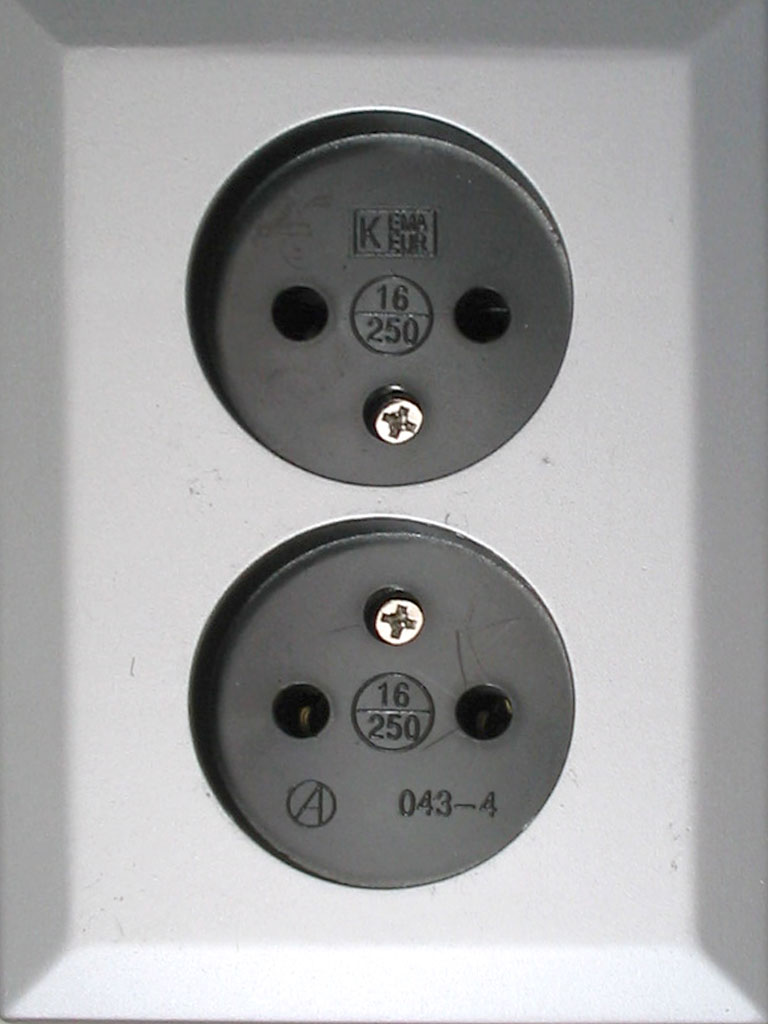
Не рекомендується вставляти вилки Schuko в розетки без контакту заземлення

Не рекомендується включати вилки Schuko до розеток, які для них не призначені. У разі підключення до нестандартних розеток:
- не підключається захисне заземлення. Неструмопровідні частини приладу не захищені від пробою і статичної електрики;
- вилка входить із зусиллям. Цим зусиллям можна пошкодити розетку, а також складно буде відключити прилад у разі необхідності. Нерідко при спробі витягнути вилку Schuko з розетки, розетка випадає з посадкового гнізда, оголюючи струмоведучі частини;
- так як штирі мають більший діаметр, пізніше можуть бути проблеми з поганим контактом при підключенні в ту ж розетку інших приладів;
- вилка Schuko розрахована на максимальний струм 16 А. Розетка, не призначена для підключення вилок Schuko, особливо якщо діаметр отворів в розетці менше 5,5 мм, може бути не розрахована на струм, що споживає включений прилад;
- якщо розетка не має заглиблення, як Schuko, є ймовірність дотику до струмоведучих штирів, якщо вилка вставлена не до кінця.

У будинках, що зведені за радянських часів, відсутній контур заземлення, тому нерідко до нововстановлених розеток Schuko заземлення або не підводиться взагалі, або заземлюючий контакт з'єднується з нульовим проводом в розетці, або прилади заземлюються на труби опалення, водопровід, або на арматуру будинку. Все це є порушенням техніки безпеки. ГОСТ 7396 не забороняє використання розеток з отворами діаметром 5,5 мм, розрахованих на 16 А, які при цьому не мають заземлюючого контакту. Подібні розетки виготовляють у багатьох країнах. Використання таких розеток також є порушенням принципів безпеки, закладених у стандарті Schuko.

## Сумісність та поширення

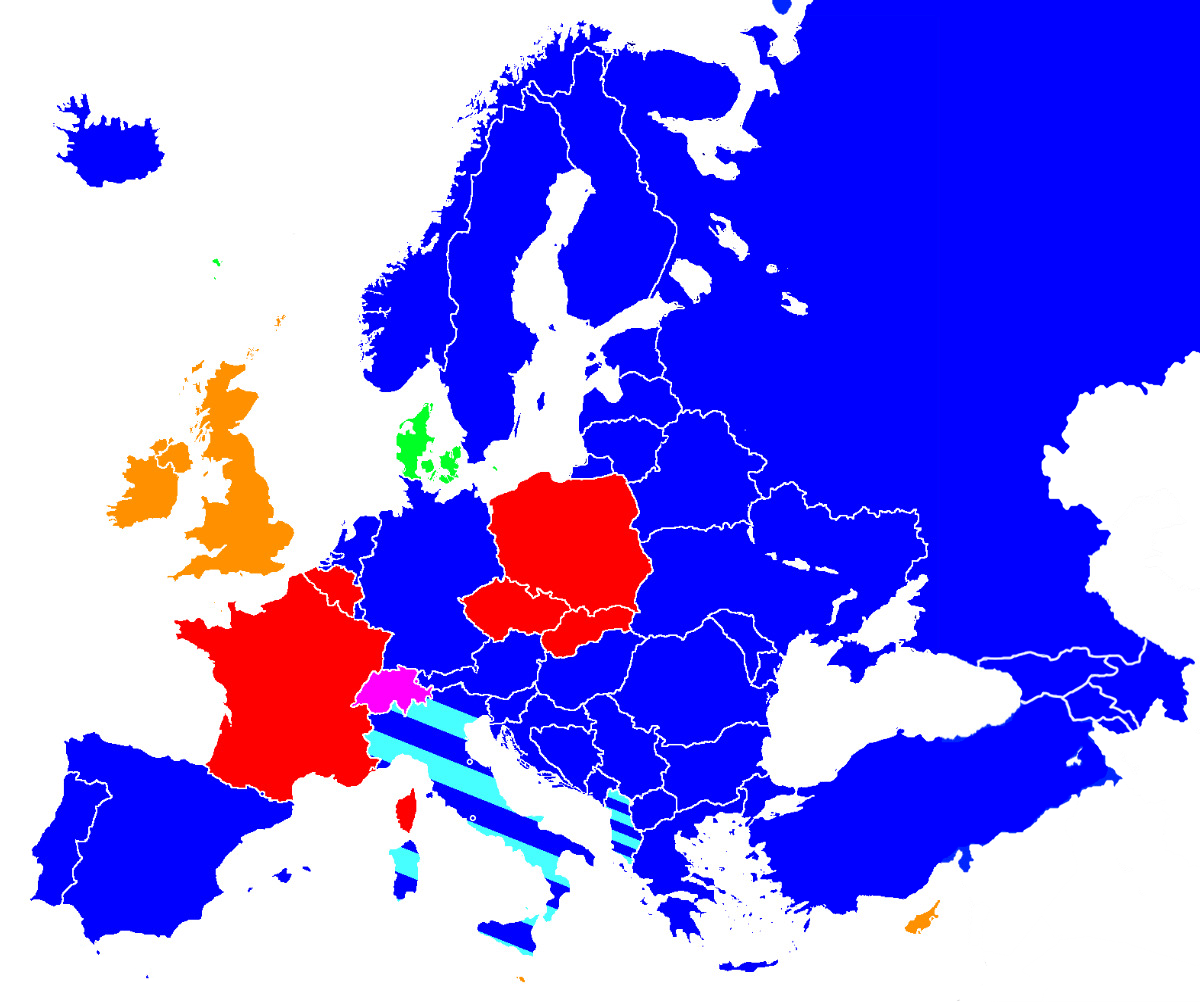
У країнах Європи використовуються різні штепсельні мережі.
Schuko (Type F, CEE 7/4 plug, CEE 7/7 plug)
French (Type E, CEE 7/6 plug, CEE 7/7 plug)
British (Type G, BS 1363)
Swiss (Type J, SEV 1011)
Danish 107-2-D1 (Type K)
Italian CEI 23-50 (Type L)

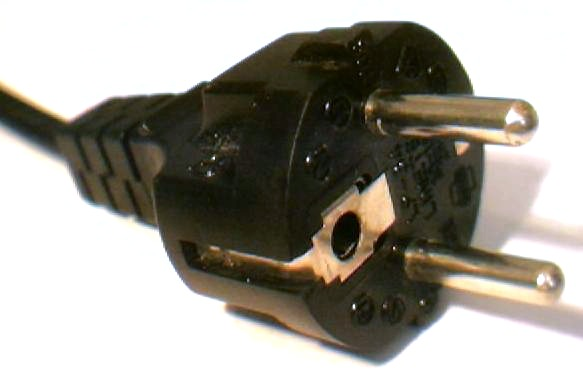
CEE 7/7 — гібрид французької вилки і Schuko

Більшість сучасних литих і розбірних вилок Schuko є гібридними версіями («CEE 7/7»), з отвором, який приймає заземлюючий штир французьких розеток CEE 7/5 (тип E). CEE 7/7 став стандартом де-факто по всьому Євросоюзу і в багатьох інших країнах, які дотримуються стандартів CENELEC.
Винятками в Євросоюзі, що не використовують CEE 7/7, є:
- Данія (поточний стандарт, 107-2-D1, приймає вилки CEE 7/7, але без підключення заземлення. Французький стандарт набрав чинності з 1 липня 2008 року, але він не встиг сильно поширитися),
- Ірландія (BS 1363 / IS 401),
- Італія (CEI 23-16/VII),
- Мальта (BS 1363),
- Кіпр (BS 1363),
- Велика Британія, включаючи Гібралтар (BS 1363),
- Швейцарія.

У країнах колишнього СРСР використовуються або розетки, що приймають вилки типу C, розраховані на штирі ⌀4 мм, або розетки Schuko, хоча зустрічаються розетки без заземлення, що мають отвори ⌀5,5 мм, у які можна вставити вилку Schuko.

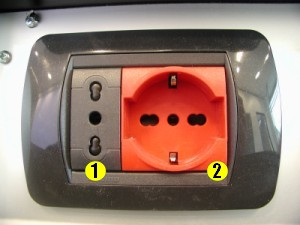
Розетка bipasso (номер 1) та італійська адаптована розетка schuko (номер 2 на світлині) в сучасному вигляді

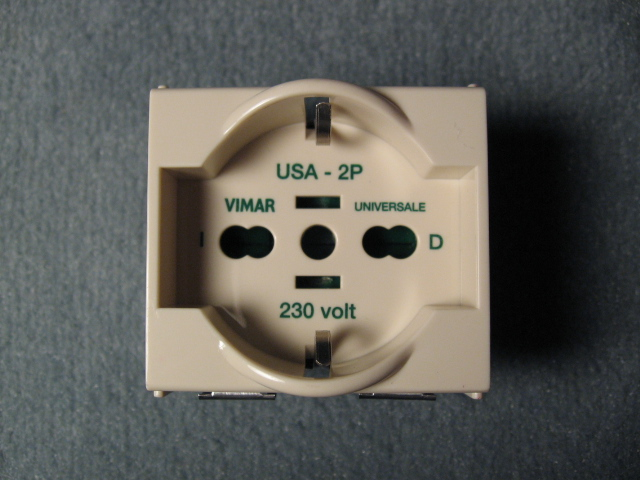
Італійська розетка марки VIMAR universale, здатна приймати вилки типів A, C, E, F, гібриди E/F і обидва італійських типу вилок L

В Італії домінує стандарт CEI 23-16/VII, однак, Schuko схвалюється і широко використовується. Прилади продаються або з італійської вилкою, або з Schuko. Деякі розетки приймають вилки обох типів, але в основному — тільки одного з них. Вилки Schuko найчастіше використовуються в приладах, які споживають великий струм, таких як пральні машини. Вони досить широко поширені в Південному Тіролі, з його культурними, економічними і туристичними зв'язками з Австрією.

### Країни, які відмовилися від стандарту Schuko
Хоча в Бельгії та Франції Schuko ніколи не був стандартом де-факто, його можна іноді зустріти в старих будинках у східному регіоні Бельгії і в Ельзасі. Всі нові установки відповідають національним стандартам.
У деяких місцях в Республіці Ірландія Schuko встановлювався до 1960-х років. З міркувань безпеки, для узгодження з Великою Британією (з якою у Ірландії довгострокова вільна туристична угода) і щоб уникнути наявності різних типів розеток у Північній Ірландії та Республіки Ірландія, в Ірландії був прийнятий стандарт BS 1363 (в Ірландії — IS401 (вилка) і IS411 (розетка)). Цей стандарт був прийнятий коли Велика Британія виводила з обігу вилки і розетки стандарту BS 546 (які також іноді використовувалися в Ірландії). Прийняття стандарту BS 1363 дозволило виключити можливість підключення вилок Schuko до розеток без заземлення, або до розеток BS 546 без підключеного заземлення. У Великій Британії були схожі проблеми, і стандарт BS 1363 був спеціально розроблений несумісним з будь-якою існуючою системою, змушуючи тим самим дотримуватися норми заземлення і використовувати запобіжники. Потрібно також відзначити, що в 1960-х роках проблема сумісності з іншими країнами не стояла, оскільки компактних електроприладів, які люди брали з собою в подорожі, на той час було небагато.
Однак у Республіці Ірландія практика розведення проводів залишається більш схожою на прийняту в континентальній Європі, зокрема, в Німеччині. Розетки (які, на відміну від британських, часто не мають вимикачів) зазвичай живляться від радіальних ліній, розрахованих на 16 або 20 А, на відміну від кільцевої британської проводки, і обов'язково захищені ПЗВ на струм витоку 30 мА. Запобіжники та інші елементи більше відповідають німецьким стандартам DIN, ніж британським стандартам.
Schuko повністю виведений з обігу в Ірландії; його не можна зустріти на підприємствах, дуже рідко зустрічається він і в приватних будинках. Однак деякі готелі для зручності надають європейським відвідувачам розетки Schuko разом з розетками BS 1363.

## Критика
Розетки Schuko критикують за те, що вони не забезпечені запобіжником, неполяризовані за своєю конструкцією (хоча необхідність поляризації теж викликає сумнів), за значне зусилля для підключення та відключення вилки, що для деяких людей є проблемою, і за великі габарити. Виготовлені з неякісних матеріалів або занадто тонкі контакти заземлення мають властивість згинатися як до центру розетки, так і назовні, при цьому заземлення порушується. Стандарт IEC 60906-1 розроблявся як заміна стандарту CEE 7/4, проте широкого розповсюдження не отримав.